# Terry Lovejoy

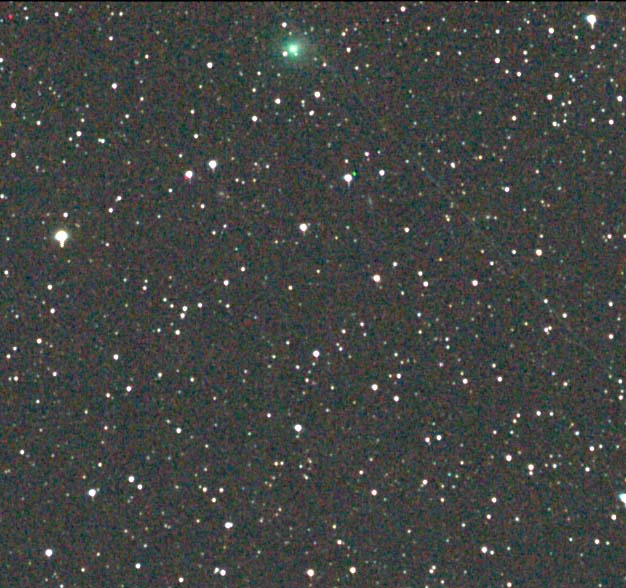
Zdjęcie komety C/2007 E2 autorstwa Terry'ego Lovejoya

Terry Lovejoy (ur. 20 listopada 1966) – australijski astronom amator, odkrywca pięciu komet.
Lovejoy od 2005 roku prowadził poszukiwania komet. W trakcie jednej z sesji fotograficznych zauważył zielonkawy obiekt w gwiazdozbiorze Indianina. Znajdował się na 16 zdjęciach o czasach naświetlania po 90 sekund każde. Do odkrycia komety nie używał teleskopu, a jedynie cyfrowego aparatu fotograficznego Canon EOS 350D z zamontowanym obiektywem o ogniskowej 200 mm. Jest to pierwszy taki przypadek w historii astronomii. Odkrycie zostało potwierdzone 16 marca 2007 przez Johna Drummonda z nowozelandzkiego obserwatorium, kometa została oznaczona C/2007 E2 (Lovejoy).
Na jego cześć nazwano planetoidę (61342) Lovejoy.

## Odkrycia
- C/2007 E2 (Lovejoy)
- C/2007 K5 (Lovejoy)
- C/2011 W3 (Lovejoy)
- C/2013 R1 (Lovejoy)
- C/2014 Q2 (Lovejoy)